# Бребровац
Бребровац је насељено место у Републици Хрватској у Загребачкој жупанији. Административно је у саставу Јастребарског.
Смештен је 7,9 км ваздушне линије од Јастребарског. До њега се долази правцем из места Петровина од којег је и удаљен 2,6 км. Крај је благо брдовит, са околним потоцима и изворима питке воде. Простире се на површини од 2,48 km²

## Становништво
Према задњем попису становништва из 2001. године у Бребровцу је живео 121 становник који живе у 31 породичном домаћинству. Густина насељености је 48,79 становника на km²
Кретање броја становника по пописима 1857—2001.
| година пописа  | 1857. | 1869. | 1880. | 1890. | 1900. | 1910. | 1921. | 1931. | 1948. | 1953. | 1961. | 1971. | 1981. | 1991. | 2001. |
| бр. становника | 177   | 187   | 191   | 227   | 249   | 216   | 202   | 200   | 243   | 240   | 233   | 238   | 185   | 160   | 121   |

Напомена: Од 1857. до 1948. садржи податке за бивше насеље Хрлићи.